# Серија А
Серија А (итал. Serie A TIM) највиша је професионална фудбалска лига у Италији. Важи за једну од најквалитетнијих лига у свету.
Историјски, други највећи број финалиста Купа европских шампиона / Лиге шампиона су били клубови који играју у Серији А (највише је дала шпанска Ла лига - 30). Италијански клубови су учествовали у укупно 29 финала, од чега су победили 12 пута (Милан 7, Интер 3 и Јувентус 2 пута) док су поразе доживели у 17 наврата (Јувентус 7, Милан 4, Интер 3 те Фиорентина, Рома и Сампдорија по 1 пут). Серија А је по УЕФА ранг листи трећа европска лига по снази, гледајући успехе италијанских клубова у Лиги шампиона, Лиги Европе и Лиги конференције.
У Серији А играју неки од најпопуларнијих светских клубова — Јувентус, Милан, Интер, Рома, Лацио, Наполи и Фиорентина. Јувентус, Милан и Интер су међу оснивачима групе Г-14, савеза четрнаест елитних европских фудбалских клубова. Серија А је једина лига којој припадају три оснивача ове групе. Милан дели треће место по титулама на интернационалној сцени. Јувентус, најтрофејнији италијански тим, у Европи је трећи, а у свету шести по броју интернационалних титула. "Јуве" је један од само пет фудбалских клубова који су успели да освоје сва клупска такмичења (то су још учинили холандски Ајакс, немачки Бајерн и енглески клубови Челси и Манчестер јунајтед). Такође, Серија А је лига у којој је играо највећи број фудбалера који су носили титулу европског фудбалера године.

## Формат
Кроз историју, лига је мењала много формата, а најчешће се играо лигашки систем са 16 или 18 клубова. Ипак, од сезоне 2004/05. у Серији А играју 20 клубова.
- 18 клубова = 1929. – 1934.
- 16 клубова = 1934. – 1943.
- 20 клубова = 1946. – 1947.
- 21 клуб = 1947. – 1948.
- 20 клубова = 1948. – 1952.
- 18 клубова = 1952. – 1967.
- 16 клубова = 1967. – 1988.
- 18 клубова = 1988. – 2004.
- 20 клубова = 2004. – данас

За време сезоне, која траје од августа до маја, сваки клуб игра са преосталих 19 клубова по двапут, на домаћем терену и у гостима, што значи да лига укупно има 38 кола. Први, јесењи део сезоне се зове andato и чини га 19 утакмица. У другом, пролећном делу сезоне, који се назива retorno, сваки клуб игра утакмице потпуно истим редоследом као у првој половини, али са противницима којима је гостовао у првом, у другом делу сезоне игра код куће, и обрнуто. Од 1994. године, тимовима се додељује 3 бода за победу и бод за реми, док се пораз не бодује.
Италија је тренутно међу три најуспешније европске земље на клупском нивоу, па се прва четири клуба у Серији А на крају сваке сезоне пласирају у Лигу шампиона. Шампион и вицешампион иду директно у групну фазу такмичења, док трећи и четврти играју треће коло квалификација. У Куп УЕФА се пласирају пети и шести тим у лиги, као и победник купа Италије, а у случају да је освајач купа већ обезбедио место у неком од европских такмичења пласманом у лиги, у Куп УЕФА иде поражени финалиста. Уколико је и други финалиста већ обезбедио пласман у Куп УЕФА или Лигу шампиона, седмопласирани тим у лиги ће добити прилику да игра у Купу УЕФА. Три најлошије пласирана тима у лиги следећу сезону играју у Серији Б.
До сезоне 2005/06, случајеви када два клуба на граници за неко европско такмичење или опстанак у лиги имају исти број бодова, решавани су додатним двомечом. Од тада, у оваквим случајевима, пресудни фактор за пласман је однос у међусобним сусретима, а уколико су тимови и у томе изједначени, пореди се гол-разлика.

## Рекорди
Од избацивања Јувентуса у другу италијанску лигу 2006. године, Интер је једини италијански клуб који је одиграо све 92 сезоне у првој лиги. Јувентус је клуб са убедљиво највише националних титула (36), а прате га градски ривали Интер (20) и Милан (19). Јувентус је и рекордер по највећем броју узастопних титула, девет (у периоду 2012–2020), пет титула за редом освајали су такође Јувентус (у периоду 1931–1935), затим Интер (2006–2010, рачунајући скудето добијен одлуком ФС Италије), а Торино такође има исти резултат (1943–1949) с тим да је између њихове прве и остале четири титуле била двогодишња пауза због Другог светског рата па се у том периоду није одржавало првенство. Милан је рекордер по броју освојених бодова у једној сезони у формату са 18 тимова, 82 бода, 2004. године, а у формату са 20 тимова, први је Интер, са 97 бодова у сезони 2006/07. Следеће сезоне, Интер је оборио рекорд и у броју победа у једној сезони, 30. Интер је рекордер и у броју узастопних победа у лиги, са чак 17. Милан је 1991. и 1992. године забележио низ од 58 утакмица у којима нису поражени.
Ипак у сезони 2013/14. Јувентус је оборио неколико рекорда, освојио је скоро невероватна 102 бода, остварио чак 33 победе у сезони и добио свих 19 утакмица као домаћин.

## Златна звездица
Умберто Ањели је 1958. године је дошао на идеју да представи и награди оне клубове који су освојили десет титула првака Серије А и то са златном звездицом на грбу тог клуба и њиховим дресовима. У Италији је то пракса да се уради када неки клуб освоји 10 титула првака Серије А. Први клуб у Италији али и у Европи који је тако награђен био је Јувентус. Прву звездицу Јувентус је добио 1958. године, другу 1982. а трећу 2014. године када су службено освојили 30. титулу првака.
Актуелно стање екипа Серије А са златном звездицом:
- Јувентус (36; добио је 1958, 1982. и 2014.)
- Интер (20, добио је 1966. и 2024.)
- Милан (19, добио је 1979.)

## Клубови у сезони 2024/25.
| Клуб       | Место    | Стадион                         | Капацитет |
| ---------- | -------- | ------------------------------- | --------- |
| Аталанта   | Бергамо  | Гевис стадион                   | 21.747    |
| Болоња     | Болоња   | Стадион Ренато Дал'Ара          | 36.462    |
| Венеција   | Венеција | Стадион Пјерлуиђи Пенцо         | 11.150    |
| Верона     | Верона   | Стадион Маркантонио Бентегоди   | 39.371    |
| Ђенова     | Ђенова   | Стадион Луиђи Ферарис           | 36.536    |
| Емполи     | Емполи   | Стадион Карло Кастелани         | 16.284    |
| Интер      | Милано   | Стадион Ђузепе Меаца            | 80.018    |
| Јувентус   | Торино   | Алијанц стадион                 | 41.507    |
| Каљари     | Каљари   | Стадион Унипол Домус            | 16.416    |
| Комо       | Комо     | Стадион Ђузепе Синигаља         | 13.602    |
| Лацио      | Рим      | Стадион Олимпико                | 72.698    |
| Лече       | Лече     | Стадион Виа дел маре            | 31.533    |
| Милан      | Милано   | Стадион Сан Сиро                | 80.018    |
| Монца      | Монца    | Стадион Бриантео                | 15.039    |
| Наполи     | Напуљ    | Стадион Дијего Армандо Марадона | 60.240    |
| Парма      | Парма    | Стадион Енио Тардини            | 22.352    |
| Рома       | Рим      | Стадион Олимпико                | 72.698    |
| Торино     | Торино   | Олимпијски стадион у Торину     | 28.140    |
| Удинезе    | Удине    | Стадион Фријули                 | 25.144    |
| Фјорентина | Фиренца  | Стадион Артемио Франки          | 47.290    |

## Прваци Италије
| - 1898. - Ђенова - 1899. - Ђенова - 1900. - Ђенова - 1901. - Милан - 1902. - Ђенова - 1903. - Ђенова - 1904. - Ђенова - 1905. - Јувентус - 1906. - Милан - 1907. - Милан - 1908. - Про Верчели - 1909. - Про Верчели - 1909/10. - Интер - 1910/11. - Про Верчели - 1911/12. - Про Верчели - 1912/13. - Про Верчели - 1913/14. - Казале - 1914/15. - Ђенова - 1915—1919. - лига прекинута због Првог светског рата - 1919/20. - Интер - 1920/21. - Про Верчели - 1921/22. - Новезе - 1921/22. - Про Верчели - 1922/23. - Ђенова - 1923/24. - Ђенова - 1924/25. - Болоња - 1925/26. - Јувентус - 1926/27. - Без првака (титула одузета Торину) - 1927/28. - Торино - 1928/29. - Болоња - 1929/30. - Интер - 1930/31. - Јувентус - 1931/32. - Јувентус - 1932/33. - Јувентус - 1933/34. - Јувентус - 1934/35. - Јувентус - 1935/36. - Болоња - 1936/37. - Болоња - 1937/38. - Интер - 1938/39. - Болоња - 1939/40. - Интер | - 1940/41. - Болоња - 1941/42. - Рома - 1942/43. - Торино - 1943—1945. - лига прекинута због Другог светског рата - 1945/46. - Торино - 1946/47. - Торино - 1947/48. - Торино - 1948/49. - Торино - 1949/50. - Јувентус - 1950/51. - Милан - 1951/52. - Јувентус - 1952/53. - Интер - 1953/54. - Интер - 1954/55. - Милан - 1955/56. - Фјорентина - 1956/57. - Милан - 1957/58. - Јувентус - 1958/59. - Милан - 1959/60. - Јувентус - 1960/61. - Јувентус - 1961/62. - Милан - 1962/63. - Интер - 1963/64. - Болоња - 1964/65. - Интер - 1965/66. - Интер - 1966/67. - Јувентус - 1967/68. - Милан - 1968/69. - Фјорентина - 1969/70. - Каљари - 1970/71. - Интер - 1971/72. - Јувентус - 1972/73. - Јувентус - 1973/74. - Лацио - 1974/75. - Јувентус - 1975/76. - Торино - 1976/77. - Јувентус - 1977/78. - Јувентус - 1978/79. - Милан - 1979/80. - Интер - 1980/81. - Јувентус - 1981/82. - Јувентус - 1982/83. - Рома | - 1983/84. - Јувентус - 1984/85. - Верона - 1985/86. - Јувентус - 1986/87. - Наполи - 1987/88. - Милан - 1988/89. - Интер - 1989/90. - Наполи - 1990/91. - Сампдорија - 1991/92. - Милан - 1992/93. - Милан - 1993/94. - Милан - 1994/95. - Јувентус - 1995/96. - Милан - 1996/97. - Јувентус - 1997/98. - Јувентус - 1998/99. - Милан - 1999/00. - Лацио - 2000/01. - Рома - 2001/02. - Јувентус - 2002/03. - Јувентус - 2003/04. - Милан - 2004/05. - Без првака (титула одузета Јувентусу) - 2005/06. - Интер - 2006/07. - Интер - 2007/08. - Интер - 2008/09. - Интер - 2009/10. - Интер - 2010/11. - Милан - 2011/12. - Јувентус - 2012/13. - Јувентус - 2013/14. - Јувентус - 2014/15. - Јувентус - 2015/16. - Јувентус - 2016/17. - Јувентус - 2017/18. - Јувентус - 2018/19. - Јувентус - 2019/20. - Јувентус - 2020/21. - Интер - 2021/22. - Милан - 2022/23. - Наполи - 2023/24. - Интер - 2024/25. - |

## Успешност клубова
| Клуб        | Првак               | Другопласирани | Сезона првак |
| ----------- | ------------------- | -------------- | --- |
| Јувентус    | 36                  | 21             | 1905, 1925/26, 1930/31, 1931/32, 1932/33, 1933/34, 1934/35, 1949/50, 1951/52, 1957/58, 1959/60, 1960/61, 1966/67, 1971/72, 1972/73, 1974/75, 1976/77, 1977/78, 1980/81, 1981/82, 1983/84, 1985/86, 1994/95, 1996/97, 1997/98, 2001/02, 2002/03, 2004/05, 2011/12, 2012/13, 2013/14, 2014/15, 2015/16, 2016/17, 2017/18, 2018/19, 2019/20 |
| Интер       | 20                  | 16             | 1909/10, 1919/20, 1929/30, 1937/38, 1939/40, 1952/53, 1953/54, 1962/63, 1964/65, 1965/66, 1970/71, 1979/80, 1988/89, 2005/06, 2006/07, 2007/08, 2008/09, 2009/10, 2020/21, 2023/24 |
| Милан       | 19                  | 17             | 1901, 1906, 1907, 1950/51, 1954/55, 1956/57, 1958/59, 1961/62, 1967/68, 1978/79, 1987/88, 1991/92, 1992/93, 1993/94, 1995/96, 1998/99, 2003/04, 2010/11, 2021/22 |
| Ђенова      | 9                   | 4              | 1898, 1899, 1900, 1902, 1903, 1904, 1914/15, 1922/23, 1923/24 |
| Торино      | 7                   | 8              | 1926/27,, 1927/28, 1942/43, 1945/46, 1946/47, 1947/48, 1948/49, 1975/76 |
| Болоња      | 7                   | 4              | 1924/25, 1928/29, 1935/36, 1936/37, 1938/39, 1940/41, 1963/64 |
| Про Верчели | 7                   | 1              | 1908, 1909, 1910/11, 1911/12, 1912/13, 1920/21, 1921/22 |
| Рома        | 3                   | 14             | 1941/42, 1982/83, 2000/01 |
| Наполи      | 3                   | 8              | 1986/87, 1989/90, 2022/23 |
| Лацио       | 2                   | 7              | 1973/74, 1999/00 |
| Фјорентина  | 2                   | 5              | 1955/56, 1968/69 |
| Каљари      | 1                   | 1              | 1969/70 |
| Казале      | 1                   | —              | 1913/14 |
| Новезе      | 1                   | —              | 1921/22 |
| Верона      | 1                   | —              | 1984/85 |
| Сампдорија  | 1                   | —              | 1990/91 |
| Специја     | 1–незванична титула | —              | 1943/44 |

1. ↑  Титулу је првобитно освојио Јувентус, али му је касније одузета због Калчополи скандала око намештања утакмица.
2. ↑  Титулу је првобитно освојио Јувентус, али му је касније одузета због Калчополи скандала око намештања утакмица и додељена Интеру.
3. ↑  Титулу је првобитно освојио Торино, али му је касније одузета због скандала око намештања утакмица.
4. ↑  Специја је освојила ратно првенство 1944. године и награђена је 2002. орденом од стране ФС Италије, али је савез и даље не рачуна као званичну титулу.

## Узастопне титуле првака
- 9 пута: Јувентус  (2011/12, 2012/13, 2013/14, 2014/15, 2015/16, 2016/17, 2017/18, 2018/19, 2019/20)
- 5 пута: Јувентус  (1930/31, 1931/32, 1932/33, 1933/34, 1934/35)
- 5 пута: Торино (1942/43, 1945/46, 1946/47, 1947/48, 1948/49)
- 5 пута: Интер (2005/06, 2006/07, 2007/08, 2008/09, 2009/10)
- 3 пута: Ђенова (1898, 1899, 1900)
- 3 пута: Ђенова (1902, 1903, 1904)
- 3 пута: Про Верчели (1910/11, 1911/12, 1912/13)
- 3 пута: Милан (1991/92, 1992/93, 1993/94)
- 2 пута: Милан (1906, 1907)
- 2 пута: Про Верчели (1908, 1909)
- 2 пута: Про Верчели (1920/21, 1921/22)
- 2 пута: Ђенова (1922/23, 1923/24)
- 2 пута: Болоња (1935/36, 1936/37)
- 2 пута: Интер (1952/53, 1953/54)
- 2 пута: Интер (1964/65, 1965/66)
- 2 пута: Јувентус  (1959/60, 1960/61)
- 2 пута: Јувентус  (1971/72, 1972/73)
- 2 пута: Јувентус  (1976/77, 1977/78)
- 2 пута: Јувентус  (1980/81, 1981/82)
- 2 пута: Јувентус  (1996/97, 1997/98)
- 2 пута: Јувентус  (2001/02, 2002/03)

## Списак клубова и њихов број сезона у Серији А
У досадашња 93 издања Серије А укупно је учествовало 68 клубова рачунајући период између сезоне 1929/30. закључно са текућом сезоном 2024/25. Клубови који су болдовани су тренутно чланови Серије А. Године у заградама означавају последњу годину учешћа тог клуба у највишем рангу италијанског фудбала. Једини клуб који никада није испадао из Серије А је Интер.
|  | - 93 сезоне: Интер (2025) - 92 сезоне: Јувентус (2025), Рома (2025) - 91 сезона: Милан (2025) - 87 сезона: Фјорентина (2025) - 82 сезоне: Лацио (2025) - 81 сезона: Торино (2025) - 79 сезона: Наполи (2025) - 78 сезона: Болоња (2025) - 66 сезона: Сампдорија (2023) - 64 сезоне: Аталанта (2025) - 57 сезона: Ђенова (2025) - 52 сезоне: Удинезе (2025) - 44 сезоне: Каљари (2025) - 34 сезоне: Верона (2025) - 30 сезона: Виченца (2001), Бари (2011) - 29 сезона: Палермо (2017) - 28 сезона: Парма (2025) - 26 сезона: Триестина (1959) - 23 сезоне: Бреша (2020) - 19 сезона: СПАЛ (2020), Лече (2025) - 18 сезона: Ливорно (2014) | - 17 сезона: Катанија (2014), Кјево (2019), Емполи (2025) - 16 сезона: Падова (1996), Асколи (2007) - 14 сезона: Комо (2025), Венеција (2025) - 13 сезона: Алесандрија (1960), Модена (2004), Перуђа (2004), Новара (2012), Чезена (2012) - 12 сезона: Про Патрија (1956) - 11 сезона: Фођа (1995), Сасуоло (2024) - 10 сезона: Авелино (1988) - 9 сезона: Ређина (2009), Сијена (2013) - 8 сезона: Сампјердаренезе (1946), Лукезе (1952), Пјаченца (2003), Кремонезе (2023) - 7 сезона: Мантова (1972), Варезе (1975), Катанцаро (1983), Пиза (1991), Пескара (2017) - 6 сезона: Про Верчели (1935) - 5 сезона: Месина (2007), Салернитана (2024) - 4 сезоне: Казале (1934) - 3 сезоне: Лењано (1954), Леко (1967), Ређана (1997), Кротоне (2021), Специја (2023), Фрозиноне (2024), Монца (2025) - 2 сезоне: Тернана (1975), Анкона (2004), Беневенто (2021) - 1 сезона: Пистојезе (1981), Тревизо (2006), Карпи (2016) |